# Mattias Tesfaye

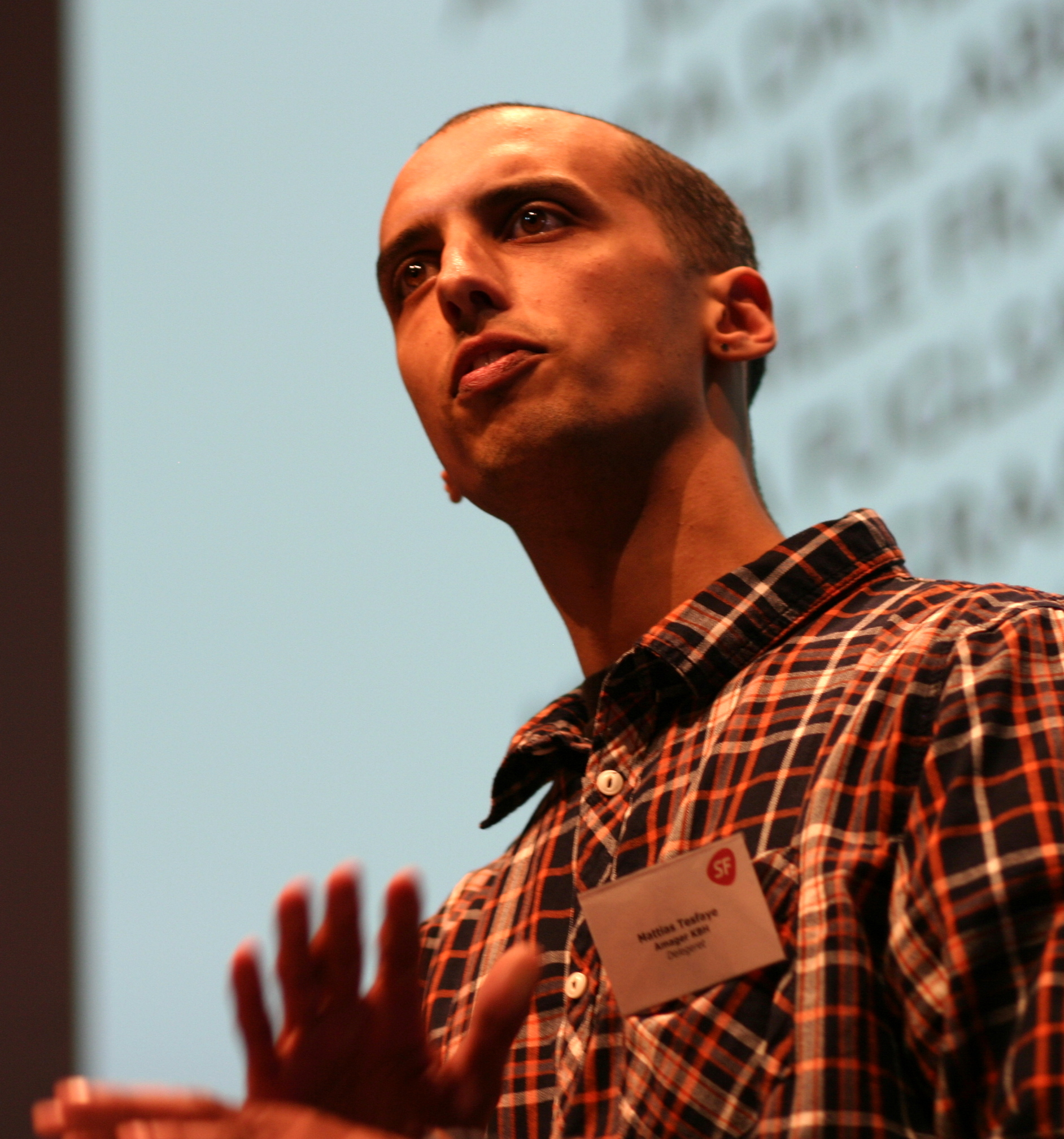
Mattias Tesfaye, 2012

Mattias Tesfaye (* 31. März 1981 in Aarhus) ist ein dänischer sozialdemokratischer Politiker und seit dem 15. Dezember 2022 Minister für Kinder und Unterricht. Zuvor war er Justizminister und Minister für Ausländer- und Integrationsangelegenheiten.

## Werdegang
Tesfaye ist Sohn einer dänischen Mutter und eines äthiopischen Vaters. Während seiner Ausbildung zum Maurer wurde er in der Gewerkschaft Specialarbejderforbundet i Danmark aktiv. Er trat zudem der Danmarks Kommunistiske Parti Marxister-Leninister bei, von der er 2005 zur Enhedslisten wechselte. 2008 wurde er aber Mitglied der Socialistisk Folkeparti, in deren Vorstand er 2012 gewählt wurde. Nach seinem Übertritt zu den dänischen Sozialdemokraten wurde er 2015 in den Folketing gewählt. Am 27. September 2019 wurde er Minister für Ausländer und Integration, am 2. Mai 2022 Justizminister. In der Koalitionsregierung von Sozialdemokraten, Venstre und Moderaterne übernahm er am 15. Dezember 2022 das Amt des Ministers für Kinder und Unterricht.

## Politische Positionen
Tesfaye tritt gegen Sozialdumping ein. In Einwanderungsfragen ist er einer der Hauptvertreter des restriktiven Kurses, den die Sozialdemokratie unter Parteichefin Mette Frederiksen einschlug. Er ist gegen eine großzügige Einwanderungspraxis, wie sie etwa von Deutschland oder Schweden betrieben werde. Im Asylsystem sieht er einen Teil des Problems. Seiner Meinung nach ist die Hälfte der derzeitigen Asylbewerber in Dänemark in keiner Weise schutzbedürftig. Es handle sich dabei mehrheitlich um junge Männer aus dem Mittleren Osten, deren Ablehnung große Probleme und hohe Kosten verursache. Dänemark habe sich zum Ziel gesetzt, keine Asylbewerber, sondern nur noch Personen aufzunehmen, die gemäß internationalem Recht als Flüchtlinge gälten. In der Bildungspolitik tritt er gegen die Vernachlässigung der beruflichen zugunsten der akademischen Ausbildung ein.
Im Februar 2024 erhielt sein Aufruf, den Medienkonsum in den Grundschulen einzuschränken, Beachtung über die Landesgrenzen hinaus, da er dies auch damit begründete, Kinder zu „Versuchskaninchen in einem digitalen Experiment“ gemacht zu haben.